# Морозівська сільська рада (Мурованокуриловецький район)
| Морозівська сільська рада — колишній орган місцевого самоврядування у Мурованокуриловецькому районі Вінницької області з адміністративним центром у с. Морозівка. Сільській раді підпорядковані населені пункти: - с. Морозівка |

## Склад ради
Рада складається з 14 депутатів та голови.

## Керівний склад сільської ради
| ПІБ                     | Основні відомості                                                                      | Дата обрання | Дата звільнення |
| ----------------------- | -------------------------------------------------------------------------------------- | ------------ | --------------- |
| Юзвак Тетяна Дмитрівна  | Сільський голова, 1968 року народження, освіта, Всеукраїнське об'єднання «Батьківщина» | 26.03.2006   | 31.10.2010      |
| Позур Іван Анатолійович | Сільський голова, 1970 року народження, освіта середня спеціальна, безпартійний        | 31.10.2010   |                 |

Примітка: таблиця складена за даними джерела